# Alectrurus
Alectrurus is een geslacht van zangvogels uit de familie tirannen (Tyrannidae).

## Soorten
Het geslacht kent de volgende soorten:
- Alectrurus risora – Wimpelstaarttiran
- Alectrurus tricolor – Hanenstaarttiran